# Niskajärvi (Jukkasjärvi socken, Lappland, 751702-176455)
Niskajärvi är en sjö i Kiruna kommun i Lappland och ingår i Torneälvens huvudavrinningsområde. Sjön har en area på 0,0623 kvadratkilometer och ligger 271,1 meter över havet.

## Delavrinningsområde
Niskajärvi ingår i det delavrinningsområde (751131-176805) som SMHI kallar för Ovan VDRID = 732679-188094 i Torneälvens vattendr*. Medelhöjden är 272 meter över havet och ytan är 88,3 kvadratkilometer. Räknas de 497 avrinningsområdena uppströms in blir den ackumulerade arean 9 666,73 kvadratkilometer. Avrinningsområdets utflöde Torneälven (Kamajåkka) mynnar i havet. Avrinningsområdet består mestadels av skog (67 procent) och sankmarker (21 procent). Avrinningsområdet har 4,81 kvadratkilometer vattenytor vilket ger det en sjöprocent på 5,4 procent.